# Șpîkolosî, Zolociv
Șpîkolosî (în ucraineană Шпиколоси) este o comună în raionul Zolociv, regiunea Liov, Ucraina, formată numai din satul de reședință.

## Demografie
Componența lingvistică a comunei Șpîkolosî
     Ucraineană (100%)
Conform recensământului din 2001, toată populația comunei Șpîkolosî era vorbitoare de ucraineană (100%).